# Rhodacaroides brevispiritus
Rhodacaroides brevispiritus är en spindeldjursart som beskrevs av Wolfgang Karg 1977. Rhodacaroides brevispiritus ingår i släktet Rhodacaroides och familjen Ologamasidae. Inga underarter finns listade i Catalogue of Life.